# Hedwig von Szapáry
Condessa Hedwig von Szapáry (nascida Princesa Maria Hedwig Anna Bertha Wilhelmine Christiane Elisabeth Rositta de Windisch-Grätz; 16 de junho de 1878 - 22 de setembro de 1918) era uma condessa da Áustria, melhor conhecida por ser avó materna de Maria Cristina, Princesa Miguel de Kent.

## Biografia
Maria Hedwig Anna Bertha Wilhelmine Christine Elisabeth Rositta nasceu em Stekna, Bohemia, a filha mais velha de Alfredo III, Príncipe de Windisch-Grätz, e da princesa Gabrielle von Auersperg. Em 27 de abril 1908 em Viena, Hedwig casou com o conde Frigyes Szapáry, filho de László Szapáry e Marianne Gräfin von Grünne. Eles se tornaram os pais de quatro filhos, Lászlo em 1910, Marianne em 1911, Gabrielle em 1913 e Vinzenz em 1914. Vincenz morreu logo após o nascimento. Laszlo e Marianne teria descendência.
Hedwig cantava com uma bela voz, e tocava piano com a norma concerto. Ela também era uma talentosa artista e contadora de histórias.
Hedwig morreu de tuberculose em Chur, Suíça em 22 de setembro de 1918. Seus três filhos sobreviventes foram criados por seu pai.